# De Graaf
De Graaf is een van oorsprong Nederlandse achternaam. De naam heeft vier mogelijke verklaringen, mogelijk verschilt de oorsprong van de naam per naamdrager.

## Ontstaan
Het Meertens Instituut geeft vier verklaringen hoe de naam is ontstaan:
1. Iemand in dienst van een graaf, of op een andere manier verbonden aan een graaf.
2. Een beroepsnaam of de aanduiding van een functie; vergelijk Bosgraaf, Burggraaf, Dijkgraaf, enzovoort.
3. Iemand wonend in een huis of herberg met het woord 'graaf' in de naam.
4. Iemand die zich voordeed als een graaf, die zich door zijn voorkomen aan een graaf deed denken.

## Aantallen naamdragers

### Nederland
In 2007 waren er in Nederland 21.123 naamdragers. Een opvallend grote concentratie naamdragers woont in Bunschoten. Daar heeft namelijk 9,95% deze achternaam.

### België
In België komt de naam minder voor, in 2008 namelijk 365 keer.

## Bekende naamdragers
- Aad de Graaf (1939-1995), Nederlands wielrenner
- Aileen de Graaf (1990), Nederlands dartster
- Adrie de Graaf (1902-1945), Nederlands verzetsstrijder
- Arie de Graaf (atleet) (?), Nederlands paralympisch atleet
- Arie de Graaf (CDA) (?), Nederlands politicus voor het CDA
- Arie de Graaf (PvdA) (1947), Nederlands politicus voor de PvdA
- Beatrice de Graaf (1976), Nederlands hoogleraar geschiedenis
- Bram de Graaf (1966), Nederlands historicus, journalist en schrijver
- Door de Graaf (1920-2011) of eigenlijk Dorothy Sherston, Brits-Nederlands verzetsstrijdster en vertaalster
- Edwin de Graaf (1980), Nederlands voetballer
- Elly de Graaf (1954), Nederlands actrice
- Fred de Graaf (1950), Nederlands politicus voor de VVD
- Hannes de Graaf (1911-1991), Nederlands theoloog
- Hennie de Graaf (1959), Nederlands voetbalscheidsrechter
- Hermine de Graaf (1951-2013), Nederlands schrijfster
- Iris de Graaf (1991), Nederlands verslaggever
- Isaak de Graaf (1743), Nederlands cartograaf
- Ivar de Graaf (1973), Nederlands musicus
- Jan de Graaf (1941), Nederlands politicus voor het CDA
- Jan de Graaf, het pseudoniem van Nederlands acteur en schrijver Victor Brands (1967)
- Jeffrey de Graaf (1990), Nederlands darter
- Laurens de Graaf (1653-1704), Nederlands piraat
- Louw de Graaf (1930 - 2020), Nederlands christendemocratisch politicus
- Machiel de Graaf (1969), Nederlands politicus voor de PVV
- Manfred de Graaf (1939), Nederlands acteur
- Marina de Graaf (1959), Nederlands actrice
- Paul M. de Graaf (1957), Nederlands socioloog
- Paul de Graaf (1972), Nederlands singer-songwriter
- Reinier de Graaf (1641-1673), Nederlands arts en anatoom
- Reinier de Graaf jr. (1674-1717), Nederlands graveur en vermeend vervalser
- Rob de Graaf (1952), Nederlands toneelschrijver
- Ronald de Graaf (1961), Nederlands historicus
- Theo de Graaf (KVP) (1912-1983), Nederlands politicus voor de KVP
- Theo de Graaf (LPF) (1942), Nederlands politicus voor de LPF
- Theo de Graaf (psychiater) (1941- ), Nederlands psychiater en publicist
- Thom de Graaf (1957), Nederlands politicus voor D66 en bestuurder
- Wybe de Graaf (1944), Nederlands politicus voor het CDA

De benaming kan tevens verwijzen naar:
- De Graaf (restaurant), een restaurant in Amsterdam.
- Reinier de Graaf Groep en Reinier de Graaf Gasthuis